# Koh Hong

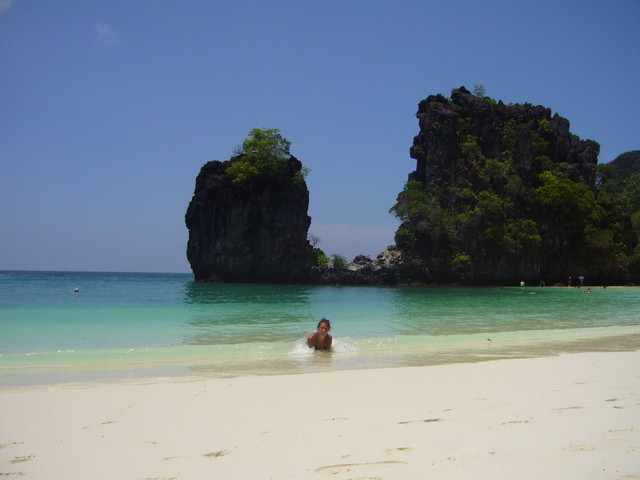
Koh Hong.

Koh Hong är en ö som ligger utanför orten Ao Nang i Thailand. Ön är en semesterö som är känd för sin vackra natur. Koh Hong saknar hotell, och nås med båt från Ao Nang.